# 安娜·阿斯蒂
安娜·阿纳托利耶夫娜·久芭（羅馬化：Anna Anatolyevna Dzyuba，羅馬化：Hanna Anatoliivna Dziuba；1990年6月24日—），藝名安娜·阿斯蒂（英語：Anna Asti），乌克兰裔俄罗斯歌手。
2010年至2021年，她担任雙人流行組合Artik＆Asti的主唱之一。2022年，她开始了她的独唱生涯，发行了多首单曲及首张专辑，開始在俄羅斯當地成名。

## 職業生涯

### Artik＆Asti：2010年—2021年
2010年，制作人阿爾特姆·烏米里欣（藝名Artik）考虑创建一个新的音乐組合项目——Artik＆Asti。他在互联网上看到了安娜的录音，并向她提出了合作。他們起初在基辅的一个音乐工作室里录制了第一首歌曲〈Antistress〉。2011年，他们搬到了俄羅斯莫斯科。在发行第二张录音室专辑（這裏與現在）后，該組合获得了巨大的人气，该专辑被Yandex Music评為2015年俄羅斯最受欢迎的专辑之一。2020年，阿斯蒂在莫斯科开设了一家名爲“3.33 by ASTI”的美容院。
2021年11月2日，Artik宣布阿斯蒂退出組合。隨後，阿斯蒂开始了自己的独唱生涯。
2022年1月14日，阿斯蒂发布了她的首张個人MV“Feniks”。同年4月29日，她发布了与菲利普·基尔科罗夫的合作作品“Hobbi”。

## 个人生活
久芭出生于1990年的蘇聯烏克蘭中部城市切尔卡瑟。2020年12月，久芭与企业家斯坦尼斯拉夫·尤尔金秘密结婚。2023年，她获得俄罗斯国籍。

## 備注
1. ↑  姓名按烏克蘭語譯為漢娜·安娜托利伊芙娜·久芭。